# Hala (King George Island)
Koordinaten: 62° 9′ S, 58° 29′ W
Hala (polnisch für Alm) ist eine kleine Wiese auf King George Island im Archipel der Südlichen Shetlandinseln. Sie liegt in der Umgebung der Arctowski-Station.
Polnische Wissenschaftler benannten sie 1980.